# Guapira obtusiloba
Guapira obtusiloba är en underblomsväxtart som först beskrevs av Huber, och fick sitt nu gällande namn av Cyrus Longworth Lundell. Guapira obtusiloba ingår i släktet Guapira och familjen underblomsväxter. Inga underarter finns listade i Catalogue of Life.